# 愛麗絲·亞當斯
《愛麗絲·亞當斯》（英語：Alice Adams），1935年乔治·史蒂文斯执导爱情片，获奥斯卡金像奖最佳影片奖提名。凯瑟琳·赫本因本片获奥斯卡金像奖最佳女主角提名。

## 演员
- 凯瑟琳·赫本 饰 愛麗絲·亞當斯
- 弗萊德·麥克莫瑞（英语：Fred MacMurray） 饰 阿圖·羅素
- 佛瑞德·史東（英语：Fred Stone） 饰 維吉爾·亞當斯
- 艾芙琳·維納布林（英语：Evelyn Venable） 饰 米尔德里德·帕尔默
- 法蘭克·艾伯森（英语：Frank Albertson） 饰 沃爾特·亞當斯
- 安·舍梅克（英语：Ann Shoemaker） 饰 亞當斯太太
- 查理·格普溫（英语：Charles Grapewin） 饰 J·A·蘭姆
- 格雷迪·薩頓（英语：Grady Sutton） 饰 法蘭克·道林
- 赫達·霍珀（英语：Hedda Hopper） 饰 帕尔默太太
- 海蒂·麥克丹尼爾斯（英语：Hattie McDaniel） 饰 馬利納·伯恩斯
- 喬納森·海爾（英语：Jonathan Hale） 饰 帕尔默先生
- 珍妮特·麦克劳德 饰 亨丽埃塔·蘭姆
- 維吉尼亞·豪厄爾 饰 道林太太
- 塞菲·提伯利（英语：Zeffie Tilbury） 饰 德莱赛太太
- 艾拉·麥堅時 饰 艾拉·道林